# Quarter (tiền xu Hoa Kỳ)
Quarter (còn có tên là quarter dollar hoặc twenty five cents) là đồng xu trị giá 25 xu đang lưu hành tại Hoa Kỳ, được đúc bởi Cục Đúc tiền Hoa Kỳ. Thành phần của đồng xu này kể từ năm 1965 đến nay là 91,67% đồng và 8,33% niken). Đồng xu có đường kính 0,955 inch (24,26 mm) và độ dày 0,069 inch (1,75 mm).
Tính đến năm 2020, chi phí để sản xuất đồng hai mươi lăm xu (Washington) là 7,60 xu. Tất cả chi phí về vật liệu, vận chuyển và phát hành là 8,62 xu. Năm 2020, 2,76 tỉ đồng 25 xu được đúc và con số này là 2,16 tỉ đồng vào năm 2021. Riêng bốn tháng đầu năm 2022, tổng sản lượng đúc quarter đạt 808,6 triệu đồng xu.
Thống kê theo thiết kế, trong giai đoạn seri quarter 50 tiểu bang, kéo dài từ năm 2000 đến năm 2008, Cục Đúc tiền Hoa Kỳ đúc 34,79 tỉ đồng xu quarter. Seri tiền quarter Nước Mỹ Tươi đẹp (America the Beautiful Quarter) kéo dài từ năm 2010 đến năm 2021, tổng cộng 18,54 tỉ đồng xu quarter đã được đúc. Từ năm 1999 đến nay, số lượng quarter được đúc nhiều nhất là vào năm 2000, với 6,47 tỉ đồng xu được sản xuất.

## Thành phần và kích thước
Đồng xu quarter đầu tiên, Draped Bust có kích thước đường kính khoảng 27,5 mm, nặng 6,74 gram, cạnh có gờ vạch. Đồng xu này được đúc bằng bạc và đồng, với tỷ lệ bạc là 89,24%. Đồng 25 xu thiết kế Capped Bust giai đoạn đầu (1815-1828) có cùng các thông số như đồng xu Draped Bust, nhưng có đường kính chỉ 27 mm. Giai đoạn từ năm 1831, đồng xu được thiết kế theo hướng giảm đường kính xuống còn 24,3 mm và đến năm 1837, hàm lượng bạc được điều chỉnh thành 90% (lúc này đồng xu nặng 6,68 gram). Các thông số kích thước, khối lượng này giữ nguyên trong giai đoạn thiết kế Seated Liberty, kéo dài cho đến năm 1853. Một số thay đổi nhỏ trong thiết kế tác động đến khối lượng đồng xu, khiến khối lượng từ mức 6,68 gram xuống còn 6,22 gram năm 1853 và tăng trở lại thành 6,25 gram kể từ năm 1873. Đồng 25 xu không còn được đúc bằng bạc kể từ năm 1965. Động thái thay đổi thành phần đúc tiền xu do giá bạc tăng đến mức gần hoặc vượt giá trị của đồng xu. Các đồng xu bạc vào thời điểm này như dime, quarter và half dollar đều phải thay đổi thành phần.
Đồng xu quarter hiện nay có thành phần là hợp kim đồng nickel, với 91,67% đồng và 8,33% niken. Trọng lượng đồng xu là 5,67 gram và đường kính đồng xu là 24,26 mm (0,955 inch). Quarter có độ dày 1,75 mm và cạnh đồng xu có 119 gờ (vạch). Gờ này được tạo ra với mục đích ban đầu là tránh việc đồng xu bị giũa để lấy hàm lượng kim loại quý. Đồng xu được thiết kế với hai lớp đồng nickel bọc lớp lõi đồng nguyên chất.
Đồng xu quarter đúc cho lưu thông tại hai cơ sở đúc tiền: Denver (khắc trên đồng xu ký hiệu D) và Philadelphia (khắc trên đồng xu ký hiệu P). Trong một động thái khuyến khích việc sưu tập tiền xu, năm 2019, Cục Đúc tiền Hoa Kỳ công bố phát hành ra thị trường 10 triệu đồng xu mang ký hiệu cục đúc W, đúc tại cục đúc tiền West Point, nơi chuyên đúc các sản phẩm dành cho giới sưu tập vào lưu thông. Đây là lần đầu tiên trong suốt 227 năm đúc tiền của Cục Đúc tiền Hoa Kỳ, một đồng xu  quarter mang ký hiệu cục đúc W được đưa ra dưới dạng tiền đúc dành cho lưu thông. Chương trình này được tiếp tục thực hiện vào năm 2020.

## Các mẫu thiết kế và các seri
Quarter phát hành lần đầu vào năm 1796, dù đã chính thức được cấp phép phát hành vào năm 1792. Nhu cầu của đồng xu này thấp đến mức chúng chỉ được đúc 6.146 đồng xu vào năm 1796 và không đúc thêm cho đến năm 1804. Chúng có thành phần là bạc và không ghi mệnh giá trên đồng xu. Nhằm phân biệt các đồng xu, người dân cần biết cách nhận biết chúng dựa trên kích thước và cân nặng. Năm 1804, lần đầu tiên, cục đúc tiền ghi mệnh giá vắn tắt 25 C. (viết tắt của 25 cents) trên đồng xu và cho đến năm 1838, bắt đầu phân biệt bằng cụm từ QUAR. DOL. (viết tắt của quarter dollar). Tuy Washington từng phản đối việc khắc họa các tổng thống trên đồng xu khi thiết kế tiền xu cho Hoa Kỳ năm 1796, đồng quarter bắt đầu khắc họa chân dung Washington kể từ năm 1932 nhằm đánh dấu 200 năm ngày sinh của ông. Mẫu thiết kế năm 2022 lần đầu tiên thể hiện chân dung George Washington hướng mặt về bên phải, khác với tất cả các thiết kế trước đó (từ năm 1932), chân dung ông nhìn về hướng trái.

### Các thiết kế từ 1796 đến 1930
Danh sách các mẫu thiết kế chính trước thời kỳ Washington được khắc họa trên mặt chính đồng xu, không kể các phiên bản khác nhau trong từng mẫu
- Draped Bust 1796–1807[7]
- Capped Bust (Nữ thần Tự Do đội mũ) 1815–1838[8]
- Seated Liberty (Nữ thần Tự do ngồi) 1838–1891[18]
- Barber 1892–1916[19][20]
- Isabella quarter đồng xu kỷ niệm, phát hành năm 1893. Đây là đồng 25 xu Hoa Kỳ duy nhất được làm với mục đích sưu tập, không phải để lưu hành.[21]
- Standing Liberty (Nữ thần Tự Do đứng) 1916–1930[22][23]

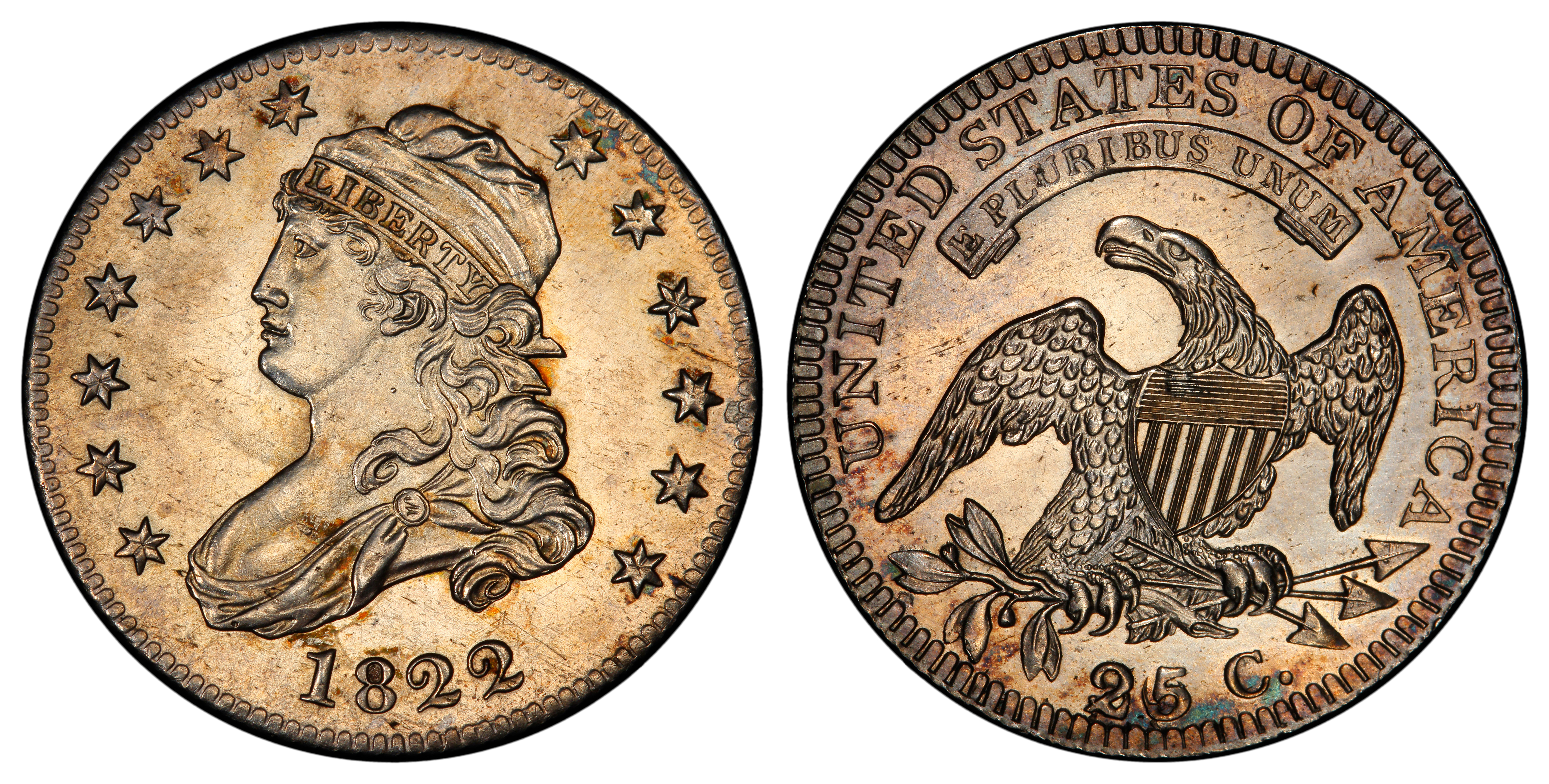
Capped Bust quarter (1822)
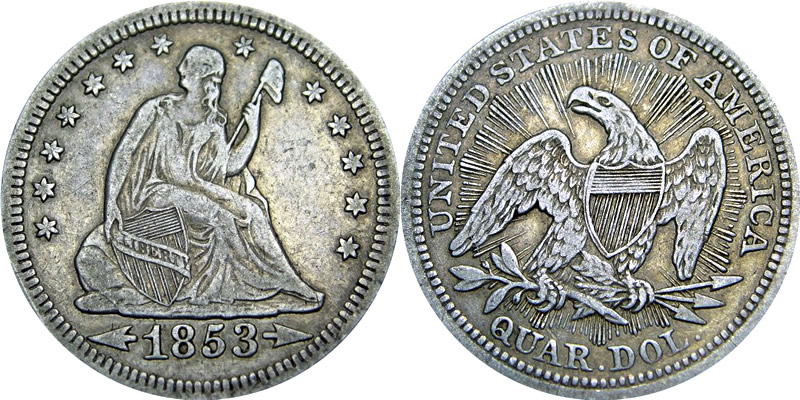
Liberty Seated quarter (1853)
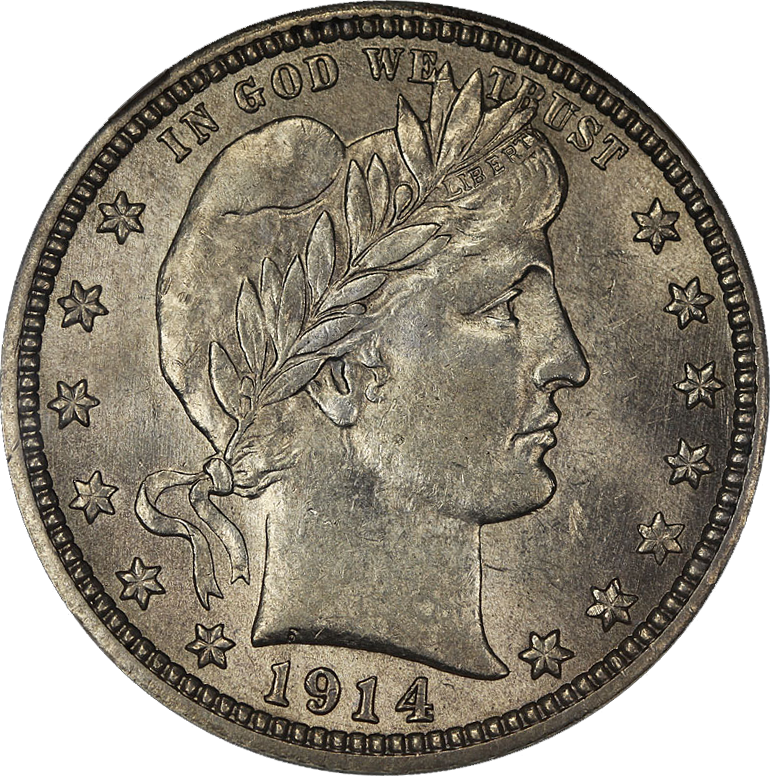
Barber quarter (1914)
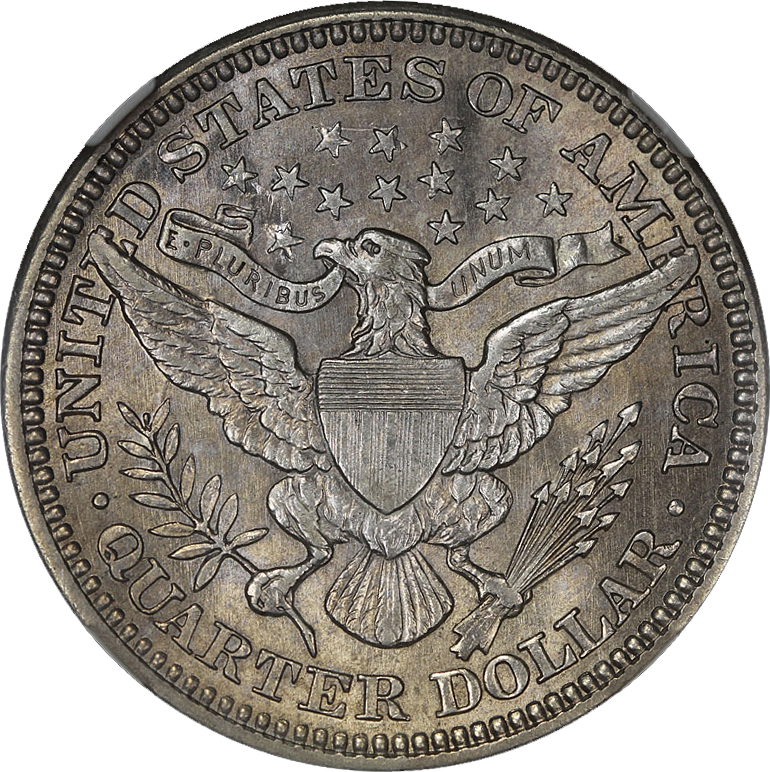
Mặt sau Barber quarter (1914)
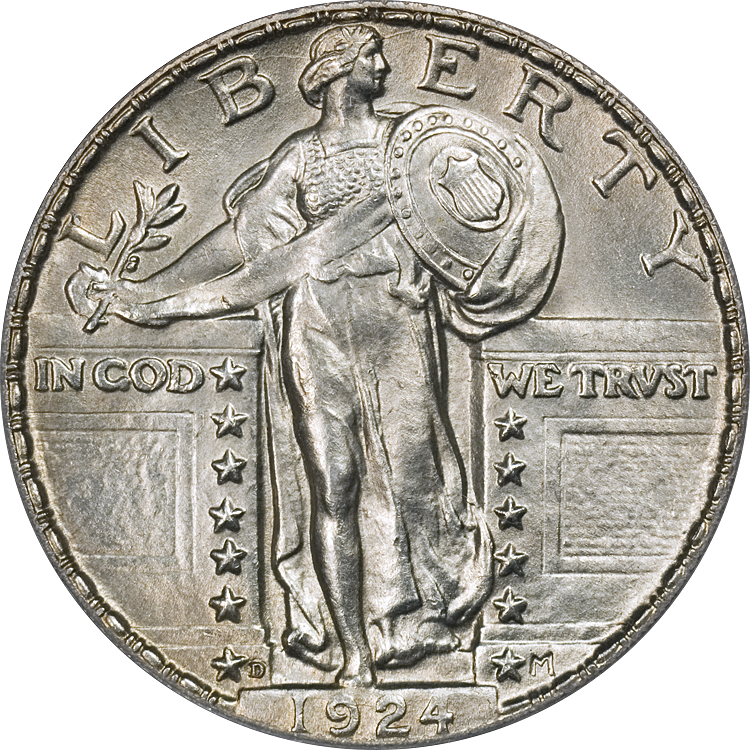
Standing Liberty quarter (1924)
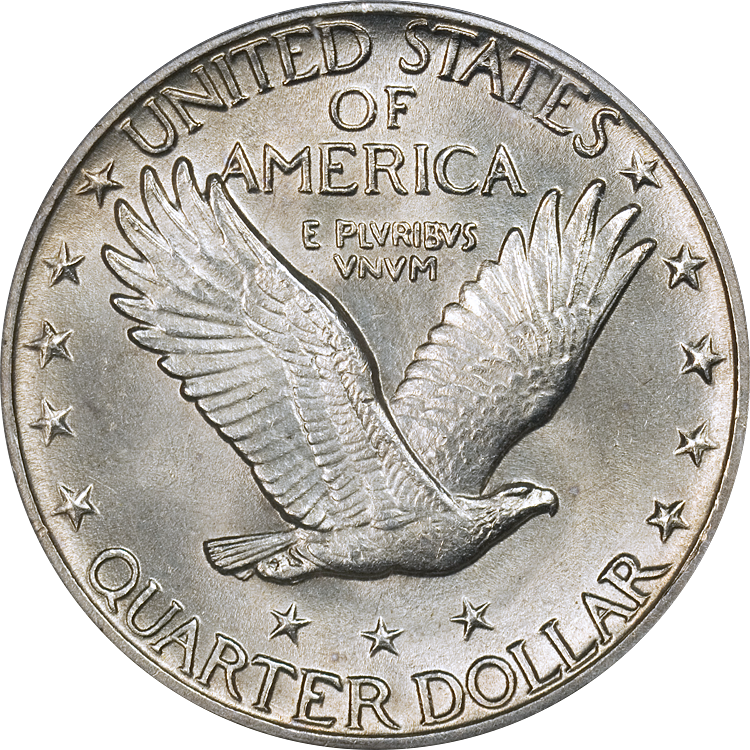
Mặt sau Standing Liberty quarter (1924)

### Kỷ nguyên Washington quarter (1932–nay)
Danh sách các thiết kế quarter trong kỷ nguyên đồng xu này khắc họa hình ảnh Tổng thống Washington ở mặt trước (mặt chính) đồng xu:
- Washington quarter (chân dung mặt chính của John Flanagan và hình ảnh đại bàng ở mặt sau): 1932–1998;[1] phiên bản đặc biệt có mặt sau Drummer Boy (1976) nhằm kỷ niệm 200 năm lập quốc.[17] Mẫu tiền xu Washington ban đầu được dự tính chỉ là tiền kỷ niệm đúc trong vòng một năm duy nhất (1932) nhằm kỷ niệm 200 năm ngày sinh Tổng thống Washington.[24]
- Seri tiền 25 xu 50 tiểu bang Hoa Kỳ, 1999–2008[1]
- Seri tiền 25 xu đặc khu Columbia và các lãnh thổ của Hoa Kỳ, 2009[1]
- Seri tiền 25 xu vẻ đẹp Hoa Kỳ (America the Beautiful quarters), 2010–2021[1]
- George Washington vượt sông Delaware, 2021[1]
- Seri tiền xu Phụ nữ Hoa Kỳ, 2022–2025[25]
- Tiền 25 xu kỷ niệm 250 năm lập quốc Hoa Kỳ, 2026[25]
- Seri tiền 25 xu Thể thao Giới trẻ, 2027–2030[25]

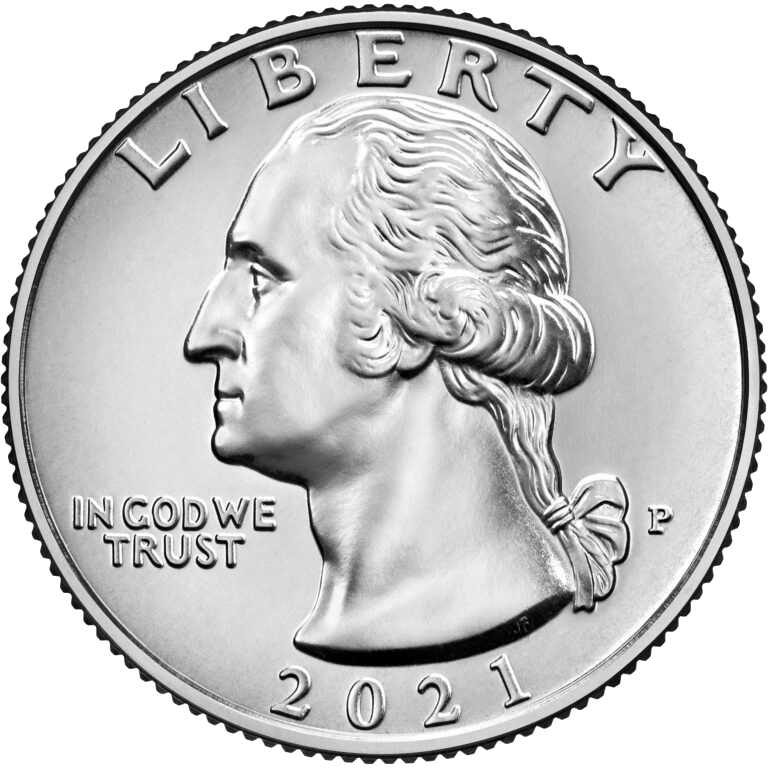
Mặt trước đồng 25 xu giai đoạn 1965–1998 và 2021
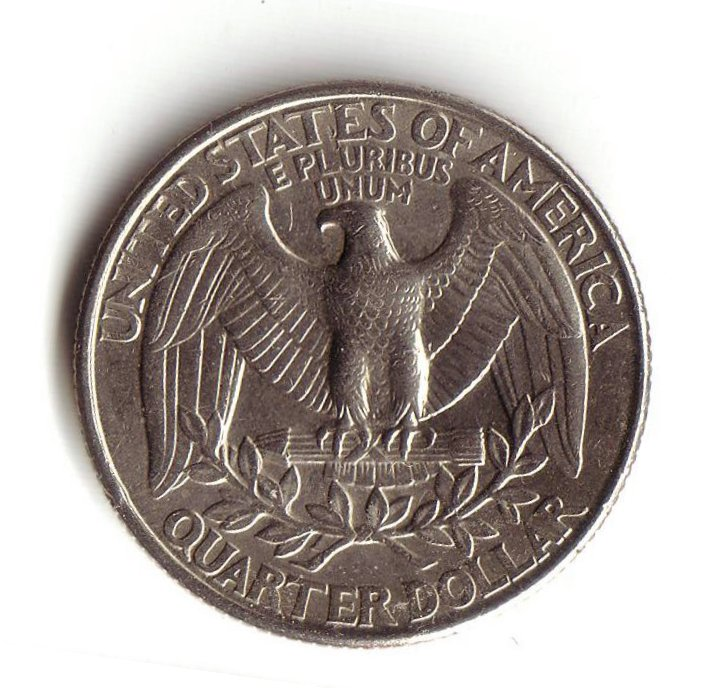
Mặt sau đồng xu giai đoạn 1965–1998
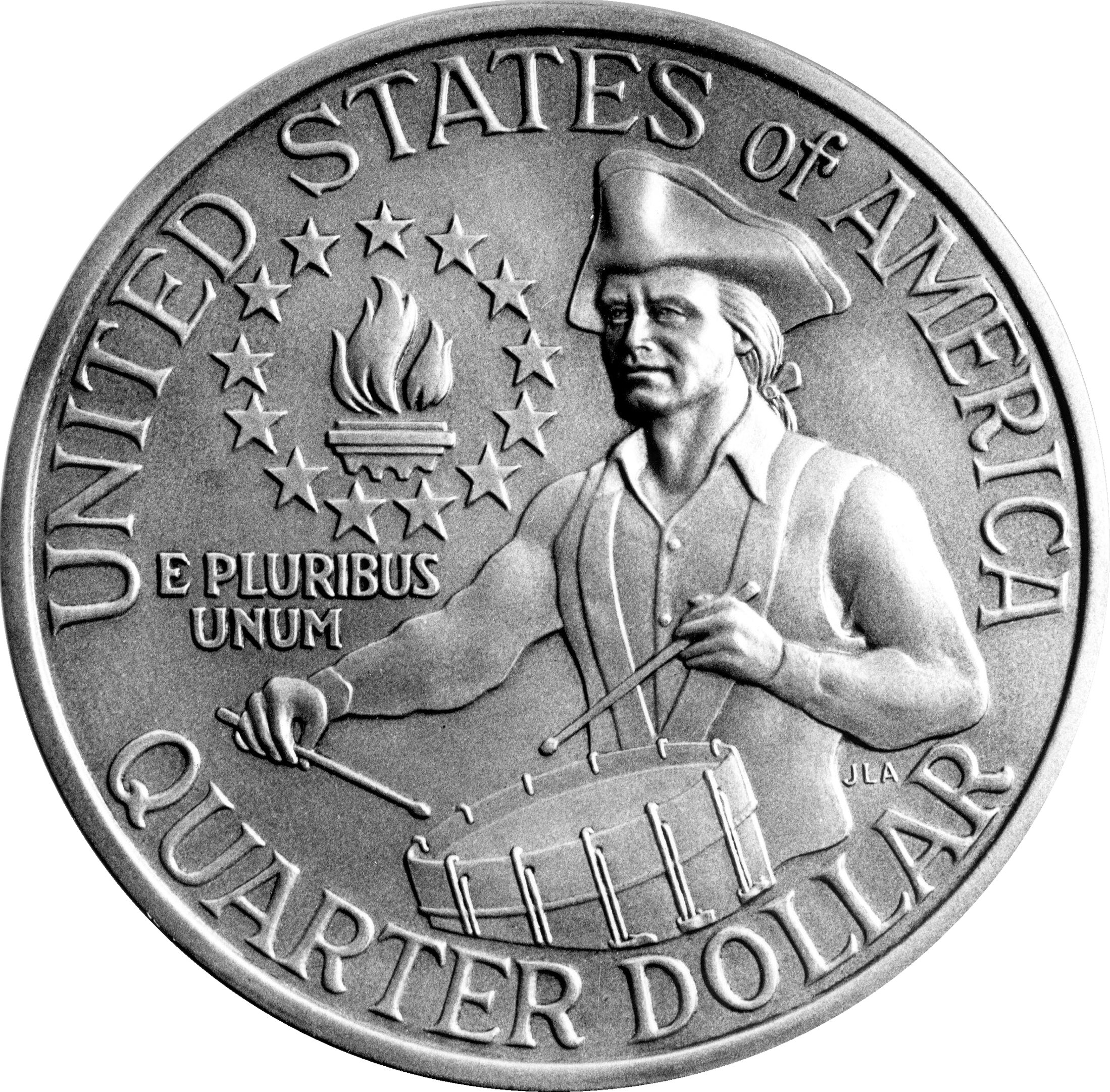
Mặt sau của đồng xu kỷ niệm 200 năm lập quốc (1976)

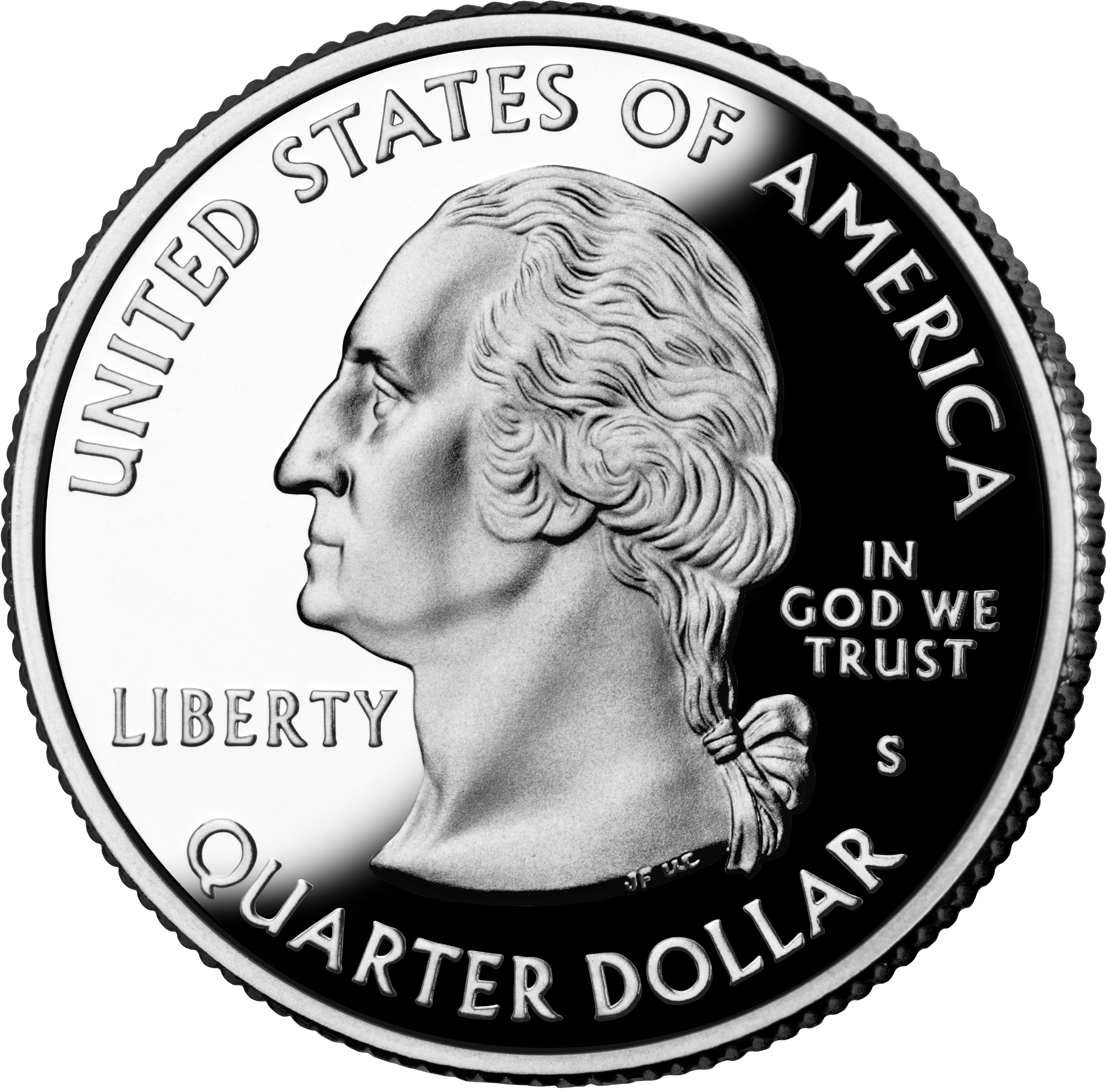
Mặt trước đồng xu từ năm 1999 đến năm 2009
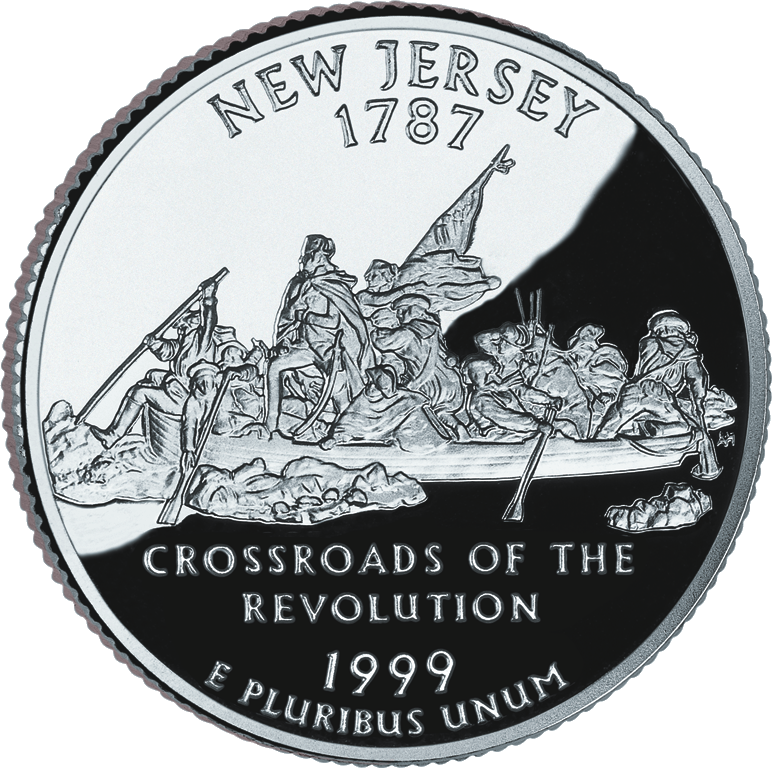
Mặt sau đồng quarter với thiết kế của bang New Jersey (1999)
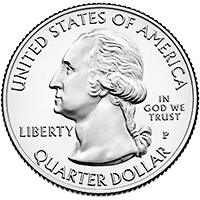
Mặt trước đồng xu từ năm 2010 đến năm 2021
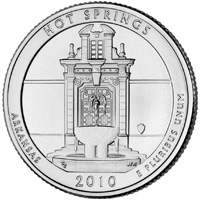
Mặt sau đồng xu với thiết kế miêu tả Hot Springs (bang Arkansas; 2010)